# Vol Alitalia 1553
Le 25 février 1999, le Dornier 328 assurant le vol Alitalia 1553, exploité par Minerva Airlines (en), un vol commercial régulier reliant Cagliari à Gênes, a subi une perte de contrôle et une sortie de piste, lors de son atterrissage à l'aéroport de Gênes-Christophe-Colomb. Sur les 31 personnes à bord, 3 sont décédées, dont une hôtesse de l'air ; un autre passager est décédé plus tard à l'hôpital. L'avion a subi des dégâts irréparables, puis a par la suite été retiré du service.

## Accident

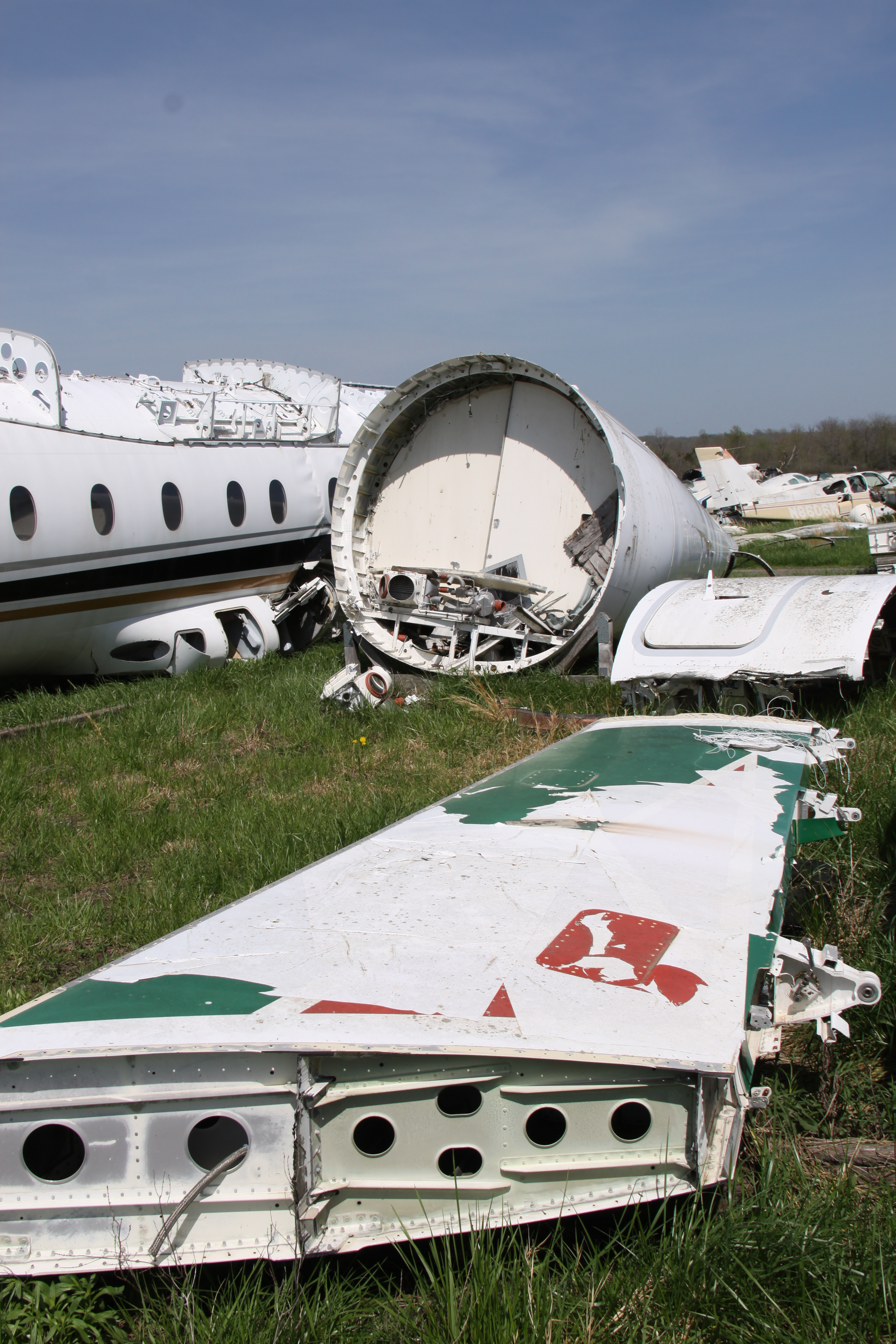
Les restes de l'appareil, mis au rebut, en 2013.

Le vol 1553 a quitté Cagliari pour un vol de 85 minutes à destination de Gênes, avec 27 passagers et 4 membres d'équipage à bord. L'avion était sous le commandement d'Alessandro Del Bono, 35 ans, un pilote expérimenté avec 6 000 heures de vol, dont 2 000 sur Dornier 328. Dans le cockpit, se trouvaient également le copilote, Walter Beneduce, et un élève-pilote, ainsi qu'une hôtesse de l'air en cabine.
L'appareil a entamé son approche et s'est posé sur la piste 29 de l'aéroport de Gênes à 12h30 heure locale, avec un vent arrière de 15 à 18 nœuds (environ 30 km/h). Des témoins oculaires ont rapporté avoir vu l'avion atterrir très loin sur la piste, rebondir à plusieurs reprises, puis virer à droite, avant de plonger dans la mer au bout de la piste. 
Les équipes d'intervention en cas d'accident de l'aéroport ont été rapidement contactées et sont arrivées sur place après seulement 70 secondes après l'accident. 
Il y a eu 3 décès dans l'accident - 2 passagers et un agent de bord - ainsi que 11 blessés. La plupart des passagers ont été emmenés à l'hôpital en hypothermie, un passager est décédé plus tard à l'hôpital, portant le nombre de décès à 4.

## Enquête
Après l'accident, le commandant Del Bono a perdu sa licence de pilote et a été condamné à 2 ans et 8 mois de prison pour homicide par négligence. L'Autorité italienne de l'aviation civile (ENAC) a conclu que l'erreur de pilotage aurait été le facteur prédominant dans cet accident. Le commandant de bord a atterri à une vitesse supérieure à celle prévue, n'a pas efficacement contrecarré le vent de travers et n'a pas sélectionné les systèmes de freinage et de contrôle de l'avion pendant la phase d'atterrissage. De plus, selon les enquêteurs, il n'aurait pas compris que la décélération trop réduite de l'appareil n'était pas due à des problèmes mécaniques, mais à un mauvais contrôle de l'avion et de ses systèmes de bord.
En 2002, un appel a été lancé sur les résultats, affirmant que le système d'inversion de poussée de l'avion était inopérant à l'atterrissage et que l'avion avait viré à droite parce que le commandant avait coupé l'alimentation du moteur droit pour tenter de ralentir l'avion. En 2003, la peine de Del Bono a été réduite de 2 ans et 8 mois de prison à 2 ans de probation. La défense de Del Bono a cité le rapport final de l'Autorité de l'aviation civile, qui a conclu que le système d'inversion de poussée ne fonctionnait pas et que l'erreur du pilote pouvait être exclue comme cause.